# Raubling
Raubling település Németországban, azon belül Bajorországban. Lakosainak száma 11 594 fő (2023. december 31.). Raubling Kolbermoor, Brannenburg, Rohrdorf, Rosenheim, Bad Feilnbach, Neubeuern és Nußdorf am Inn községekkel határos.

## Népesség
A település népessége az elmúlt években az alábbi módon változott:
| Lakosok száma | 7987 | 4734 | 11 045 | 11 074 | 11 252 | 11 585 | 11 494 | 11 485 | 11 651 | 11 594 |
|               | 1970 | 1975 | 2011   | 2012   | 2014   | 2015   | 2017   | 2019   | 2022   | 2023   |